# Тулач
Тулач — река в России, протекает в Бардымском районе Пермского края. Устье реки находится в 3,7 км по левому берегу реки Искирь. Длина реки составляет 11 км.
Исток находится в южной части Тулвинской возвышенности в 7 км к востоку от села Барда. Течёт на север, всё течение проходит по ненаселённому лесному массиву. Впадает в Искирь чуть выше деревни Искирь.

## Данные водного реестра
По данным государственного водного реестра России относится к Камскому бассейновому округу, водохозяйственный участок реки — Кама от Камского гидроузла до Воткинского гидроузла, речной подбассейн реки — бассейны притоков Камы до впадения Белой. Речной бассейн реки — Кама.
Код объекта в государственном водном реестре — 10010101012111100014998.